# 6851 Chianti
A 6851 Chianti (ideiglenes jelöléssel (6851) 1981 RO1) a Naprendszer kisbolygóövében található aszteroida. Henri Debehogne fedezte fel 1981. szeptember 1-én.